# 田中徳次郎 (東京海上火災保険)
田中 徳次郎（たなか とくじろう、1894年（明治27年）8月20日 - 1992年（平成4年）7月9日）は、日本の実業家。東京海上火災保険社長、日本損害保険協会会長などを歴任した。

## 来歴・人物
群馬県西群馬郡高崎町（現高崎市）出身。1913年群馬県高崎中学校（現群馬県立高崎高等学校）卒業。1917年東京高等商業学校（現一橋大学）本科卒業。一橋基督教青年会出身。同年三菱合資入社。1944年東京海上火災保険取締役。1947年東京海上火災保険社長。1948年日本損害保険協会会長。1952年海運造船合理化審議会委員、国際電信電話設立委員。1955年日本海外移住振興設立委員、自動車損害賠償責任保険審議会委員。1957年東京海上火災保険会長、東京急行電鉄取締役。同年藍綬褒章受章。1960年三菱商事監査役。